# George Fonder
 George Fonder  va ser un pilot estatunidenc de curses automobilístiques nascut el 22 de juny del 1915 a Elmhurst, Pennsilvània.
Fonder va guanyar diverses curses en diferents categories, arribant a córrer a la Champ Car a les temporades 1949-1954 incloent-hi la cursa de les 500 milles d'Indianapolis de diversos d'aquests anys.
George Fonder va morir el 14 de juny del 1958 disputant una cursa a Hatfield, Pennsilvània.

## Resultats a la Indy 500
| Any    | Cotxe  | Sortida | Vel. mitja | Ranking | Final  | Voltes | V. líder | Retirat    |
| ------ | ------ | ------- | ---------- | ------- | ------ | ------ | -------- | ---------- |
| 1949   | 38     | 25      | 127.289    | 22      | 20     | 116    | 0        | Valvules   |
| 1952   | 65     | 13      | 135.947    | 13      | 15     | 197    | 0        | A 3 voltes |
| 1954   | 33     | -       | -          | -       | Ret*   | ?      | ?        | Cilindre   |
| 1954   | 71     | -       | -          | -       | 19**   | ?      | ?        | Va acabar  |
| Totals | Totals | Totals  | Totals     | Totals  | Totals | 313    | 0        |            |

| Curses       | 2 |
| Poles        | 0 |
| Voltes líder | 0 |
| Victòries    | 0 |
| Top 5        | 0 |
| Top 10       | 0 |
| Retirades    | 1 |

(*) i (**) Cotxe compartit.

## A la F1
El Gran Premi d'Indianapolis 500 va formar part del calendari del campionat del món de la Fórmula 1 entre les temporades 1950 a la 1960.
Els pilots que competien a la Indy durant aquests anys també eren comptabilitats pel campionat de la F1.
George Fonder va participar en 2 curses de F1, debutant al Gran Premi d'Indianapolis 500 del 1952.

### Palmarès a la F1
- Participacions: 2
- Poles: 0
- Voltes Ràpides: 0
- Victòries: 0
- Pòdiums: 0
- Punts vàlids per la F1: 0